# Pablo Arraya
Pablo Arraya (* 21. Oktober 1961 in Córdoba) ist ein ehemaliger peruanischer Tennisspieler.

## Leben
Arraya wurde in Argentinien geboren, seine Familie zog jedoch in seiner frühen Jugend nach Peru. Seine Mutter Alcira Arraya spielte als zeitweilige Nummer 2 der argentinischen Rangliste auf hohem Niveau; er selbst begann im Alter von neun Jahren mit dem Tennisspiel. Auch seine Schwester Laura spielte Profitennis. 1979 stand er im Finale des Orange Bowl, wo er in zwei Sätzen Raúl Viver unterlag. Er studierte an der University of Arkansas und wurde 1980 Tennisprofi. Bereits in seinem zweiten Jahr auf der ATP Tour stand er in seinem ersten Finale; beim Turnier in Madrid unterlag er Ivan Lendl. 1982 erreichte er in Bordeaux das Finale, unterlag jedoch Hans Gildemeister. 1983 stand er im Finale von Toulouse und erneut im Finale von Bordeaux, welches er diesmal jedoch gegen Juan Aguilera in zwei Sätzen für sich entscheiden konnte. Dies sollte jedoch sein einziger Einzeltitel auf der ATP Tour bleiben. Im selben Jahr errang er an der Seite von José Luis Clerc in Palermo seinen einzigen Doppeltitel. Die höchste Notierung in der Tennisweltrangliste erreichte er 1984 mit Position 29 im Einzel und Position 85 im Doppel.
Sein bestes Einzelergebnis bei einem Grand-Slam-Turnier war das Erreichen der dritten Runde bei den French Open 1983 durch Siege über Uli Pinner und Tomáš Šmíd. In der Doppelkonkurrenz überstand er nie die erste Runde.
Arraya spielte zwischen 1979 und 1989 22 Einzel- sowie vier Doppelpartien für die peruanische Davis-Cup-Mannschaft. Seine Einzelbilanz war ausgeglichen, von den Doppelpartien konnte er jedoch keine gewinnen. Sein größter Erfolg mit der Mannschaft war die Teilnahme an der ersten Runde der Weltgruppe 1989. Diese ging knapp mit 2:3 gegen Australien verloren, wobei Arraya seine beiden Einzel gegen Darren Cahill und Wally Masur verlor. Bei den Olympischen Sommerspielen 1992 trat er im Einzel für Peru an. Er scheiterte in der ersten Runde an Javier Frana in fünf Sätzen.

## Erfolge
| Legende                       |
| Grand Slam                    |
| Tennis Masters Cup            |
| ATP Masters Series            |
| ATP International Series Gold |
| ATP International Series (2)  |
| ATP Challenger Series (6)     |

### Einzel

#### Turniersiege

##### ATP Tour
| Nr. | Datum              | Turnier  | Belag | Finalgegner   | Ergebnis |
| --- | ------------------ | -------- | ----- | ------------- | -------- |
| 1.  | 19. September 1983 | Bordeaux | Sand  | Juan Aguilera | 7:5, 7:5 |

##### Challenger Tour
| Nr. | Datum             | Turnier           | Belag | Finalgegner      | Ergebnis      |
| --- | ----------------- | ----------------- | ----- | ---------------- | ------------- |
| 1.  | 29. Juni 1981     | Turin             | Sand  | Stefan Simonsson | 6:4, 3:6, 6:3 |
| 2.  | 10. August 1981   | Brasília          | Sand  | Thomaz Koch      | 6:3, 3:6, 6:4 |
| 3.  | 6. September 1982 | Messina           | Sand  | Mario Martínez   | 7:5, 6:4      |
| 4.  | 15. August 1983   | Le Touquet        | Sand  | Roberto Argüello | 6:2, 6:3      |
| 5.  | 27. Oktober 1986  | Santiago de Chile | Sand  | Mark Dickson     | 2:6, 7:6, 6:0 |
| 6.  | 25. März 1991     | San Luis Potosí   | Sand  | Jamie Morgan     | 6:1, 5:7, 6:3 |

#### Finalteilnahmen
| Nr. | Datum              | Turnier  | Belag     | Finalgegner       | Ergebnis      |
| --- | ------------------ | -------- | --------- | ----------------- | ------------- |
| 1.  | 28. September 1981 | Madrid   | Sand      | Ivan Lendl        | 3:6, 2:6, 2:6 |
| 2.  | 20. September 1982 | Bordeaux | Sand      | Hans Gildemeister | 5:7, 1:6      |
| 3.  | 21. November 1983  | Toulouse | Hartplatz | Heinz Günthardt   | 0:6, 2:6      |
| 4.  | 29. September 1986 | Palermo  | Sand      | Ulf Stenlund      | 2:6, 3:6      |

### Doppel

#### Turniersiege
| Nr. | Datum              | Turnier | Belag | Partner         | Finalgegner               | Ergebnis      |
| --- | ------------------ | ------- | ----- | --------------- | ------------------------- | ------------- |
| 1.  | 12. September 1983 | Palermo | Sand  | José Luis Clerc | Tian Viljoen Danie Visser | 1:6, 6:4, 6:4 |

#### Finalteilnahmen
| Nr. | Datum         | Turnier      | Belag | Partner         | Finalgegner                    | Ergebnis      |
| --- | ------------- | ------------ | ----- | --------------- | ------------------------------ | ------------- |
| 1.  | 26. Juli 1982 | North Conway | Sand  | Eric Fromm      | Sherwood Stewart Ferdi Taygan  | 2:6, 6:73     |
| 2.  | 13. Juni 1988 | Athen        | Sand  | Karel Nováček   | Rikard Bergh Per Henricsson    | 4:6, 5:7      |
| 3.  | 29. Juli 1991 | Kitzbühel    | Sand  | Dmytro Poljakow | Tomás Carbonell Francisco Roig | 7:6, 2:6, 4:6 |